# 陳堅 (1911年)
陳堅（1911年—1976年），字孝敏，男，浙江義烏人，中华民国军事人物。中國國民黨陸軍軍官學校第六期步兵科畢業，原國民黨少將副軍長。

## 生平
1932年9月出任第1師（師長胡宗南）獨立旅（旅長丁德隆）第3團（團長劉超寰）第3營機關槍第3連上尉連長。
1936年9月調升第78師（師長丁德隆）第232旅（旅長廖昂）第463團（團長謝義鋒）第2營少校營長。12月8日敘任陸軍步兵上尉。
1938年7月升任升任第78師（師長劉安祺）第232旅（旅長康莊）第463團（團長徐保）中校團附。9月24日晉任陸軍步兵少校。
1939年3月第78師縮編為三團制，所部改稱升任第232團（團長徐保），改任中校副團長。
1940年5月升任第232團上校團長。
1944年1月升任第78師（師長許良玉）少將副師長。
1945年3月9日晉任陸軍步兵上校（直晉）。10月10日獲頒忠勤勳章。
1946年4月第78師整編為第78旅（旅長許良玉），改任少將副旅長。5月5日獲頒勝利勳章。
1948年3月22日獲頒忠勇勳章。4月升任整編第78旅（轄三團）少將旅長。10月整78旅改稱第78師（轄三團），改任少將師長。
1949年7月升任第1軍（軍長陳鞠旅）少將副軍長兼第78師師長。12月26日在四川邛崍向人民解放軍投誠後入西南軍政大學學習。
1976年8月在山西太原病逝。